# Hamborn
Hamborn – dzielnica Duisburga w Niemczech, w kraju związkowym Nadrenia Północna-Westfalia, w rejencji Düsseldorf.

## Historia
Miasto Hamborn zostało włączone do Duisburga w 1929 roku. Do czasu połączenia Hamborn było niezależnym miastem i w tamtym czasie było jednym z 40 największych miast w Niemczech. Od 1 stycznia 1975 r. jest jedną z siedmiu dzielnic (Stadtbezirk) miasta Duisburg.